# Estação Colombia

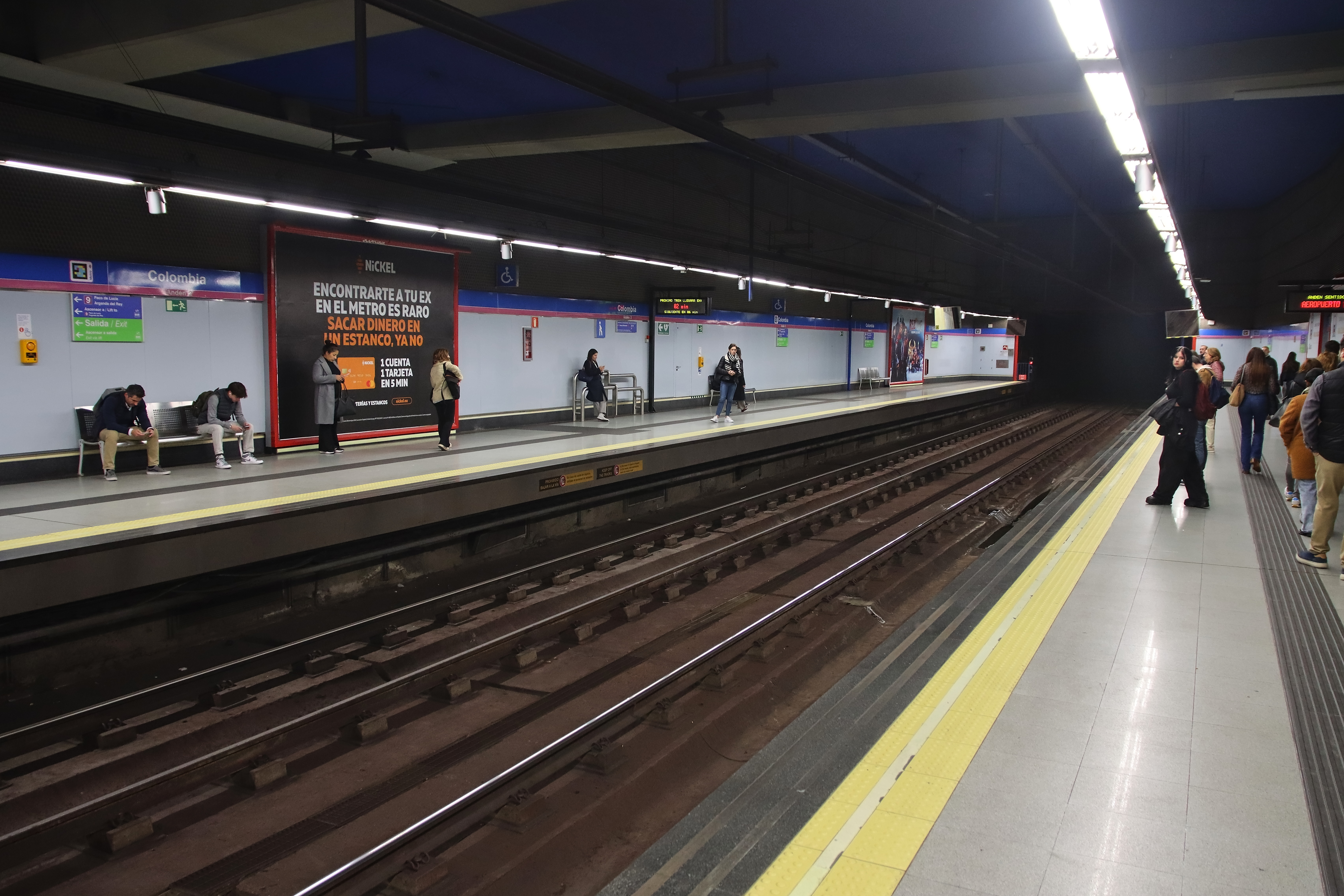
Estação Colombia (2024).

Colombia é uma estação da Linha 8 e Linha 9 do Metro de Madrid.